# Kalevet
Kavelet (Rabies) è un film del 2010, diretto da Aharon Keshales e Navot Papushado. Ha vinto l'Ophir Awards all'Israeli Academy Award come miglior trucco.